# Zur goldenen Kanne

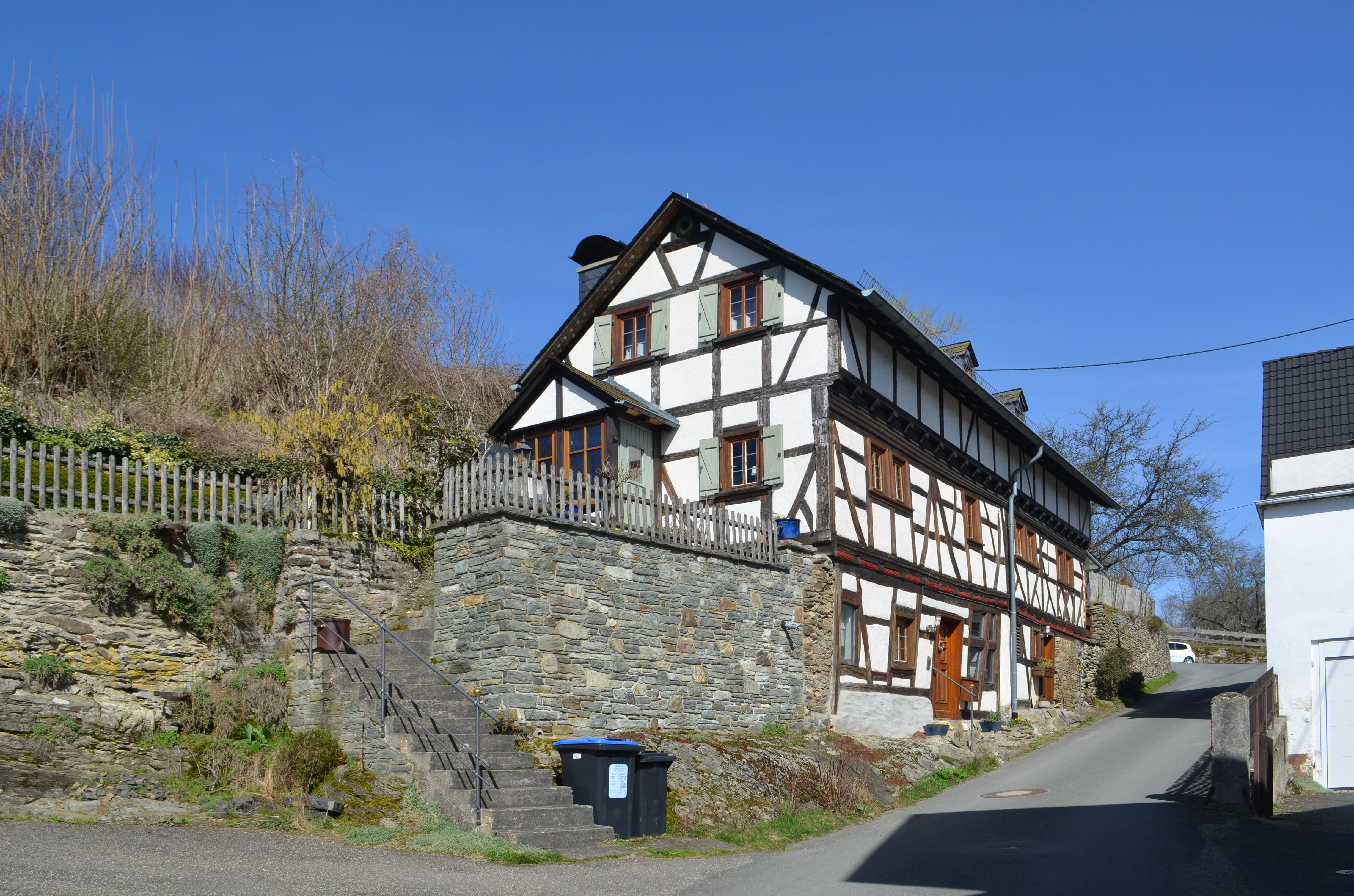
Zur goldenen Kanne

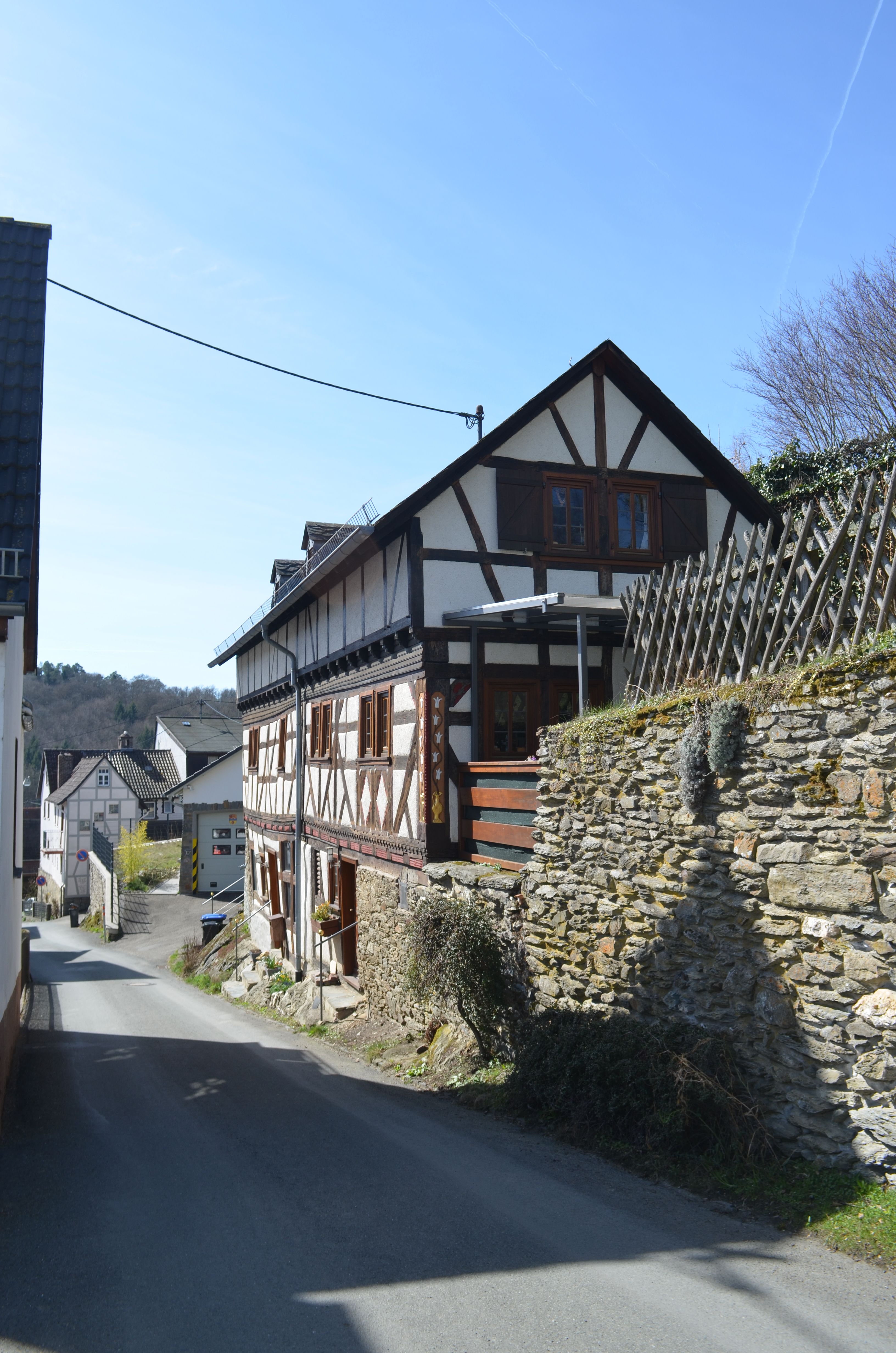
Zur goldenen Kanne

Das Haus „Zur goldenen Kanne“, Schloßstraße 30 in Neuweilnau steht unter Denkmalschutz.

## Geschichte
Das Fachwerkhaus wurde im späten 17. Jahrhundert erbaut. Der Kniestock wurde anlässlich einer späteren Baumaßnahme aufgesetzt, das Haus ist daher an der Fachwerkqualität erkennbar aus zwei Teilen zusammengesetzt. Eine Inschrift im Fachwerk beschreibt unzutreffend eine Erbauung des Hauses durch Heinrich III. von Weilnau:

„EIN JEDER KEHR VOR SEINER TUER SO WERDEN DIE STRASSEN ALLE REIN + 1326 ERBAUET ANNO DOMINI + VON LANDGRAFEN HEINRICH III ZU WEILNAU UND SEINE EHELICHE HAUSFRAU MARGARETHA GEBOREN ZU ISENBURG“

Das Haus wurde als Wohnhaus genutzt. Im 20. Jahrhundert war dort zeitweise ein kleines Heimatmuseum eingerichtet. Später wurde das Haus durch den Buchkünstler Herrmann Rapp genutzt, der 2015 hier verstarb.

## Beschreibung
Das Haus steht unterhalb der Ringmauer und auf Felsgrund. Es ist das Gebäude, welches dem Schloss Neuweilnau am nächsten liegt. Das traufständige Fachwerkhaus hat ein einseitig abgewalmtes Satteldach. Das Fachwerk ist im Schwellenbereich mit geschuppten Füllhölzern, mit Rauten in den Brüstungsgefachen zur Rechten und Flachschnitzerei an den Eckpfosten verziert. Diese Rankengewächse und goldgefasste Kannen sind der Grund, warum das Haus nachträglich den Namen „Zur Goldenen Kanne“ erhielt.
Das Gebäude ist als Straßenraumbegrenzung der zum Schloss führenden Hauptstraße von städtebaulichem Interesse und weiterhin baukünstlerisch bedeutsam. Aus diesem Grund steht es als Kulturdenkmal unter Denkmalschutz.